# Lymantria polysticta
Lymantria polysticta este o specie de molii din genul Lymantria, familia Lymantriidae, descrisă de Collenette 1929 Conform Catalogue of Life specia Lymantria polysticta nu are subspecii cunoscute.